# Animals (film, 2017)
Pour les articles homonymes, voir Animals.
Pour plus de détails, voir Fiche technique et Distribution.
Animals (titre original allemand : Tiere, titre original polonais : Zwierzeta, titre francophone : Bêtes) est un film  de production autrichienne, suisse et polonais réalisé par Grzegorz Zgliński sorti en 2017.

## Synopsis
Le couple du cuisinier Nick et de l'auteure pour enfants Anna est en crise, car Nick ne peut pas s'empêcher de voir les autres femmes. Une pause de six mois en Suisse est censée sauver la relation. L'auteure pour enfants, qui souffre du syndrome de l'écrivain, veut enfin y écrire son premier roman pour adultes, tandis que Nick veut collectionner des recettes locales rares. Nick met fin à sa liaison avec Andrea, qui vit dans le même immeuble à Vienne, et se suicide en sautant du troisième étage. Elle touche le sol de manière audible, mais il n'y a aucune trace du corps en dessous.
La séduisante bonne vivante Mischa, qui, selon Anna, ressemble à Andrea, l'amante de Nick, est censée s'occuper de l'appartement pendant la pause et y emménager. Elle doit s'y sentir à l'aise, mais en aucun cas elle ne doit dormir dans le lit conjugal ni entrer dans la chambre au fond du couloir. Cependant, Mischa ne prête guère attention aux deux interdictions et dort bientôt dans leur lit. Mischa rencontre le docteur Tarek après un traumatisme crânien. Un jour, Harald, un marchand de fleurs, se présente à la porte et prend Mischa pour son ex-petite amie Andrea. Anna croit aussi reconnaître Andrea chez un marchand de glaces à Vevey. Harald tend une embuscade à l'amant de sa supposée ex-petite amie et lui coupe un doigt.
Après une collision avec un mouton sur une route de campagne suisse, une série d'événements étranges se produisent entre Anna et Nick. Après un court séjour à l'hôpital, Anna se rend à la maison de vacances avec Nick, mais commence de plus en plus à douter de sa santé mentale. Il se passe des choses dans la maison de vacances que seule Anna peut apparemment remarquer. Par exemple, un chat qui lui parle confirme que Nick a une liaison avec la vendeuse de glace qui ressemble à Andrea ou Mischa. Anna se demande si c'est à cause de l'accident de voiture, si elle imagine ou rêve simplement, ou si Nick a réellement une liaison avec la vendeuse de glaces.
Mischa jette un coup d'œil dans la pièce d'où l'on entend d'étranges bruits d'animaux et se trouve maintenant dans l'appartement d'Andrea à l'étage supérieur. Elle enfile une perruque qu'elle trouve dans le salon et dort sur le canapé. Elle voit le chat avec qui Anna a déjà parlé en Suisse.
L'accident de voiture avec les moutons se produit apparemment une deuxième fois, mais Anna est ensuite soignée à l'hôpital pour ses blessures. Nick se rend seul à la maison de vacances et reçoit la nouvelle de la mort d'Anna le lendemain, mais entend immédiatement après sa voix l'appeler.

## Fiche technique
- Titre international : Animals
- Titre original allemand : Tiere
- Titre original polonais : Zwierzeta
- Titre francophone (Suisse) : Bêtes
- Réalisation : Grzegorz Zgliński assisté de Susanne Nowotny
- Scénario : Grzegorz Zgliński d'après un scénario de Jörg Kalt
- Musique : Bartosz Chajdecki (pl)
- Direction artistique : Gerald Damovsky
- Costumes : Tanja Hausner
- Photographie : Piotr Jaxa
- Son : Laurent Jespersen
- Montage : Karina Ressler (de)
- Production : Katrin Renz (de), Stefan Jäger (de), Bruno Wagner, Antonin Svoboda, Łukasz Dzięcioł (pl)
- Société de production : tellfilm (de), coop99, Opus Film
- Société de distribution : Be For Films
- Pays d'origine :  Autriche,  Pologne,  Suisse
- Langue : allemand
- Format : Couleurs - 2,35:1 - Dolby - 35 mm
- Genre : Thriller
- Durée : 95 minutes
- Dates de sortie :
  -  France : 20 septembre 2017[1].
  -  Suisse : 5 octobre 2017.
  -  Allemagne : 16 novembre 2017.
  -  Autriche : 17 novembre 2017.
  -  Pays-Bas : 5 juillet 2018.
  -  Pologne : 14 décembre 2018.

## Distribution
- Birgit Minichmayr : Anna
- Philipp Hochmair : Nick
- Mona Petri : Mischa/Andrea/la vendeuse de glaces
- Mehdi Nebbou : Tarek
- Michael Ostrowski : Harald

## Production
Le réalisateur Jörg Kalt, décédé en 2007, écrit un scénario pour réaliser lui-même un film. Greg Zgliński lit le scénario dans le cadre de son travail de commissaire à la Zürcher Filmstiftung (de) et réalisera lui-même le film près de dix ans plus tard.
Le film est soutenu par l'Institut autrichien du cinéma, le Fonds du cinéma de Vienne et Film Location Austria, et la Société autrichienne de radiodiffusion a été impliquée. Le film est produit par la société suisse tellfilm, les coproducteurs sont la coopérative autrichienne99 et la société polonaise Opus Film.
Le tournage a lieu en mai et juin 2016 et est tourné à Vienne, en Suisse et en Pologne.

## Festivals
- Berlinale 2017 : Forum, 13 février 2017[4].
- Festival international du film d'Istanbul le 10 avril 2017.
- Festival international du film de Karlovy Vary le 1er juillet 2017.
- Festival international du film fantastique de Puchon le 14 juillet 2017.
- FanTasia le 16 juillet 2017.
- Festival international du film de Vienne le 30 octobre 2017.
- Festival international du film de Ljubljana le 10 novembre 2017.

## Nominations
- Festival international du film d'Istanbul 2017 : nomination pour la Tulipe d'or.
- Prix du cinéma autrichien 2018 : montage.
- Prix du cinéma suisse 2018 : Meilleur film, meilleure performance dans un second rôle (Mona Petri) et meilleure photographie.